# トゥンバガ

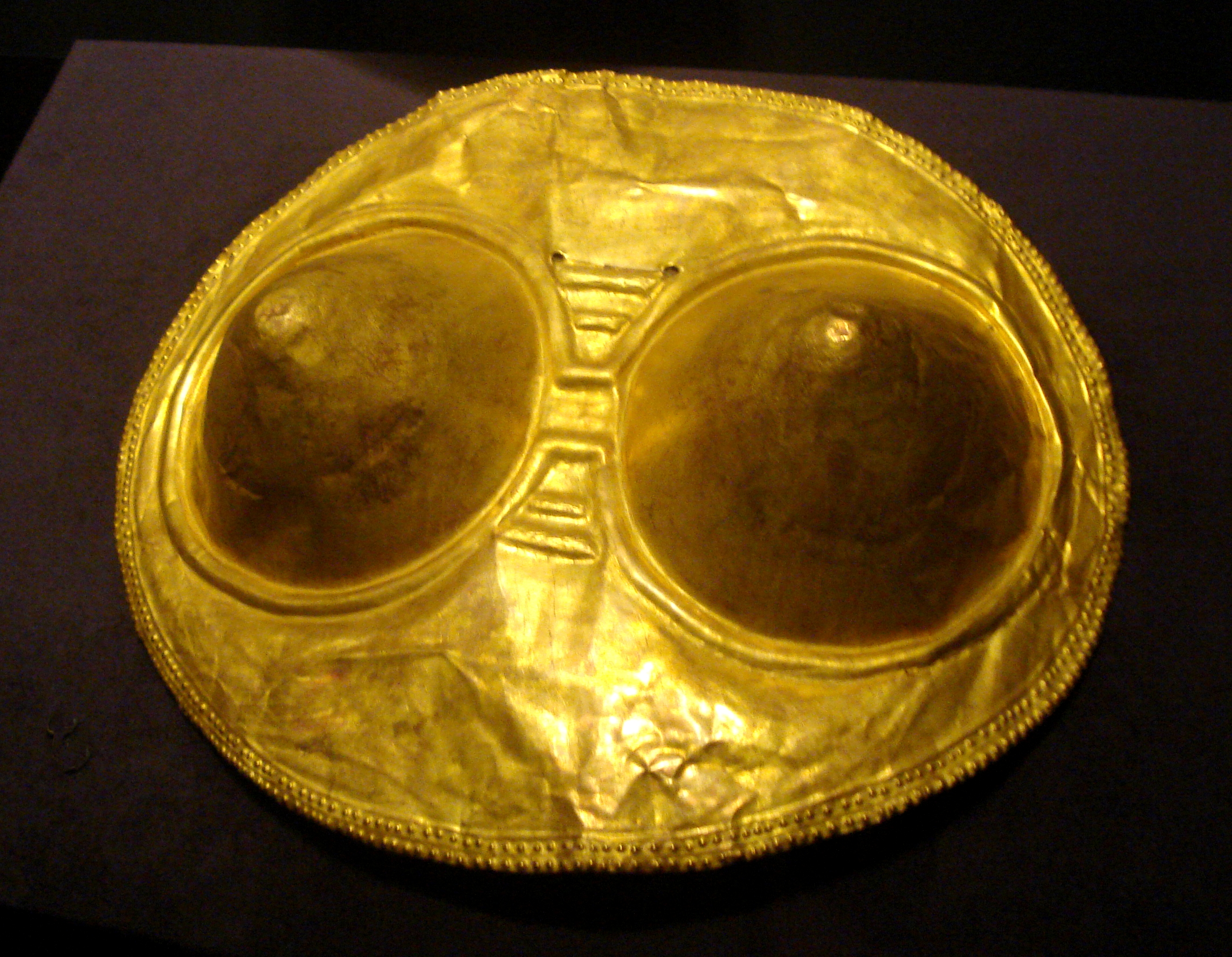
キンバヤ文明のトゥンバガ製胸当て（300-1600年）

トゥンバガ（Tumbaga）は、金と銅の合金である。先コロンブス期のメソアメリカ及び南アメリカで広く使われており、スペイン人のコンキスタドールにより命名された。
この言葉はプラークリットに由来し、銅または真鍮を意味するマレー語のタンバガ tembaga を借用したものと考えられている。

## 組成と性質
トゥンバガは、金や銅の単体と比べて、著しく低い融点を持つ。銅よりも固いが、成型後も展性を維持する。
クエン酸等の単純な酸で処理することで、表面の銅を溶解することができ、より硬く耐久性のある銅-金合金のシートの上にほぼ純粋な金の輝く層が残る。この過程は、"depletion gilding"と呼ばれている。

## 利用と機能
トゥンバガは、コロンブス以前の中央アメリカの分科で、宗教用具の製造に広く用いられた。多くの金の合金と同様に汎用性があり、鋳造、描画、延展、メッキ、はんだ付け、溶接、硬化、焼きなまし、研磨、刻印、エンボス化、象嵌等が可能である。
銅に対する金の割合は様々で、97%が金の製品から97%が銅の製品まで見つかっている。また金と銅以外の金属を含むものも見つかっており、トゥンバガ全体の質量の18%に達する。
トゥンバガ製品は、しばしばロストワックスののち、金以外を表面から取り除く「色揚げ」を組み合わせて作られる。様々な比率の銅、銀と金（典型的には80:15:5）の合金が鋳造された。焼成すると表面の銅は酸化銅に変わり、これを機械的に取り除いた。その後、塩化ナトリウムと硫酸鉄(III)等の酸性溶液中に置く。これにより表面から銀を除き、金のみを残す。顕微鏡で見ると、銅と銀があったところに空洞が見られる。